# Стрмец Подравски
Стрмец Подравски је насељено место у саставу општине Петријанец у Вараждинској жупанији, Хрватска. До територијалне реорганизације у Хрватској налазио се у саставу старе општине Вараждин.

## Становништво
На попису становништва 2011. године, Стрмец Подравски је имао 663 становника.

## Попис1991.
На попису становништва 1991. године, насељено место Стрмец Подравски је имало 710 становника, следећег националног састава:
| Попис 1991.‍  | Попис 1991.‍  | Попис 1991.‍ | Попис 1991.‍ | Попис 1991.‍ |
| ------------ | ------------ | ----------- | ----------- | ----------- |
|              |              |             |             |             |
| Хрвати       | Хрвати       |             | 678         | 95,49%      |
| Словенци     | Словенци     |             | 12          | 1,69%       |
| Срби         | Срби         |             | 2           | 0,28%       |
| неопредељени | неопредељени |             | 18          | 2,53%       |
| укупно: 710  |              |             |             |             |